# دانيال سولا
دانيال سولا (بالإسبانية: Dani Solà)‏ مواليد 3 يناير 1976، هو سائق راليات إسباني بدأ مسيرته في سنة 1997. كان أول رالي له هو رالي كتالونيا 1997. شارك في بطولة العالم للراليات.

## فرق مثلها
- فريق فورد للراليات

## روابط خارجية
- دانيال سولا على موقع Rallye-info.com (الإنجليزية)
- دانيال سولا على موقع eWRC-results.com (الإنجليزية)